# Bus-lès-Artois
Bus-lès-Artois és un municipi francès situat al departament del Somme i a la regió dels Alts de França. L'any 2007 tenia 144 habitants.

## Demografia

### Població
El 2007 la població de fet de Bus-lès-Artois era de 144 persones. Hi havia 56 famílies de les quals 16 eren unipersonals (4 homes vivint sols i 12 dones vivint soles), 16 parelles sense fills, 20 parelles amb fills i 4 famílies monoparentals amb fills.
La població ha evolucionat segons el següent gràfic:
Habitants censats

### Habitatges
El 2007 hi havia 70 habitatges, 58 eren l'habitatge principal de la família, 2 eren segones residències i 10 estaven desocupats. Tots els 70 habitatges eren cases. Dels 58 habitatges principals, 53 estaven ocupats pels seus propietaris, 4 estaven llogats i ocupats pels llogaters i 1 estava cedit a títol gratuït; 7 tenien tres cambres, 12 en tenien quatre i 39 en tenien cinc o més. 43 habitatges disposaven pel capbaix d'una plaça de pàrquing. A 23 habitatges hi havia un automòbil i a 24 n'hi havia dos o més.

### Piràmide de població
La piràmide de població per edats i sexe el 2009 era:
| Homes | Edats   | Dones |
| ----- | ------- | ----- |
| 0     | 95 o +  | 0     |
| 0     | 90 a 94 | 0     |
| 0     | 85 a 89 | 4     |
| 0     | 80 a 84 | 0     |
| 4     | 75 a 79 | 4     |
| 8     | 70 a 74 | 8     |
| 4     | 65 a 69 | 4     |
| 4     | 60 a 64 | 0     |
| 0     | 55 a 59 | 0     |
| 4     | 50 a 54 | 4     |
| 8     | 45 a 49 | 4     |
| 0     | 40 a 44 | 4     |
| 4     | 35 a 39 | 4     |
| 8     | 30 a 34 | 8     |
| 0     | 25 a 29 | 0     |
| 8     | 20 a 24 | 0     |
| 4     | 15 a 19 | 4     |
| 4     | 10 a 14 | 4     |
| 4     | 5 a 9   | 4     |
| 8     | 0 a 4   | 0     |

## Economia
El 2007 la població en edat de treballar era de 96 persones, 73 eren actives i 23 eren inactives. De les 73 persones actives 68 estaven ocupades (40 homes i 28 dones) i 5 estaven aturades (4 homes i 1 dona). De les 23 persones inactives 6 estaven jubilades, 11 estaven estudiant i 6 estaven classificades com a «altres inactius».

### Ingressos
El 2009 a Bus-lès-Artois hi havia 59 unitats fiscals que integraven 152 persones, la mediana anual d'ingressos fiscals per persona era de 14.843 €.

### Activitats econòmiques
Dels 3 establiments que hi havia el 2007, 1 era d'una empresa de comerç i reparació d'automòbils i 2 d'empreses de serveis.
L'únic servei als particulars que hi havia el 2009 era un taller de reparació d'automòbils i de material agrícola.
L'any 2000 a Bus-lès-Artois hi havia 8 explotacions agrícoles que ocupaven un total de 310 hectàrees.

## Poblacions més properes
El següent diagrama mostra les poblacions més properes.